# たまにはキンゴロー
『たまにはキンゴロー』は、1992年4月2日から同年9月22日までフジテレビで放送されたお笑い番組である。通称「たまキン」。放送時間は毎週火曜 1:10 - 1:40（月曜深夜、JST）。

## 概要
同局で同時期に放送されていた『北野ファンクラブ』の仕掛け人・高田文夫が司会を務めた深夜番組で、芸人を「○○王」と称してスポットを当てていた。
番組は浅草キッドなどのたけし軍団所属のお笑い芸人たちのほかに、立川ボーイズ（立川談春・立川志らく）、春風亭昇太、男同志（コンタキンテ・江頭2:50）、松村邦洋なども起用した。彼ら (当時) 若手芸人のみならず、林家ペー・林家パー子などのベテラン芸人やアナウンサーの福井謙二を主役に据えたこともあった。
1992年3月に原宿クエストホールで行われた「たまキン旗揚げライブ」が、番組がレギュラー化される前の4月1日深夜に4時間スペシャルとして放送された。この旗揚げライブには、若手のみならずベテラン芸人東京コミックショウ、昇太の師匠である春風亭柳昇、大トリにツービートの師匠である松鶴家千代若・千代菊が出演した。
番組タイトルロゴには、ナンシー関作の柳家金語楼の似顔絵ゴム版画を用いていた。オープニングテーマはユニコーンの「東京ブギウギ」。エンディングテーマはKAZZ（川上和之）の「夏の扉」。
主な演出・編集スタッフは『北野ファンクラブ』と同じ。そのため両番組は兄弟番組扱いとなっていた。当番組終了後は同じスタッフで後番組『夜鳴き弁天』や『ピロピロ』を制作した。

## 主なコーナー
芸人ニュース
福井がお笑い芸人の近況をニュース仕立てで読み上げ、本人、または関連の深い芸人がコメントを寄せるというもの。セットは、デスクが掛け布団、背景が敷き布団と枕を模して作られており、カメラで正面から撮ると寝ているように見えた。
林家ペーの日めくりカレンダー
各界有名人の誕生日を非常に多数記憶している林家ペーの記憶力を試すコーナー。高田が日めくりカレンダーからランダムに1日を選び、ペーがその日が誕生日の有名人を答える。その日や、答えた有名人について高田とペーが語り合うこともあった。この企画は後番組『夜鳴き弁天』で、林家ペーの暦弁天として継続された。

## 芸人特集
- 第1回　「酒乱王」江頭2:50（当時は本名でもある江頭秀晴 名義）／ 他ゲスト：前田隣（元ナンセンストリオ）
- 第2回　「昇進王」当時真打昇進したばかりの春風亭昇太＆林家彦六エピソード紹介の春風亭勢朝
- 第3回　「鼻王」梅垣義明 ／「つかみの研究」ゲスト：南州太郎
- 第4回　「漫才」ゲスト：島田洋七
- 第5回　「裸王」浅草キッド
- 第6回　「腰低王」ホンジャマカ
- 第7回　「汚 (きたな) 王」松村邦洋
- 第8回　「審査員王」ゲスト：なぎら健壱
- 第9回　「逆 (さかさ) 王」ゲスト：青空球児・好児
- 第10回 「実験王」吹越満
- 第11回 「談志王」立川ボーイズ（この回の前半は当時戦々恐々のお笑い界で誰についていくべきかを討論。）
- 第12回 「駄洒落王」ゲスト：三遊亭小遊三
- 第13回 「客席王」ゲスト：斉藤清六
- 第14回 「冷目 (さめため) 王」さまぁ〜ず（当時：バカルディー）
- 第15回 「汚王２」松村邦洋
- 第16回 「危王」電撃ネットワーク
- 第17回 「父王」清水宏
- 第18回 「大魔王」ゲスト：東京コミックショウ
- 第19回 「貧乏王」三遊亭白鳥（当時：三遊亭新潟） 生活苦＆貧乏レシピを紹介した。
- 第20回 「冷芸 (さめたげい) 王」福井謙二
- 第21回 「青春王」ゲスト：ヨネスケ＆三遊亭小遊三 （二人の青春時代の歌を番組内で延々と歌い続けた。その為エンディングテーマや提供ベースのユニコーン「東京ブギウギ」の音楽も使用されなかった。）
- 第22回 「冷芸王2」福井謙二
- 第23回 「日めくり王」林家ペー・パー子（最終回：日めくりカレンダースペシャル）

## レギュラー出演者
- 高田文夫
- 福井謙二（当時フジテレビアナウンサー）※ナレーション兼任
- 松村邦洋
- 浅草キッド
- 梅垣義明
- 大川興業
- 桂竹丸
- 春風亭昇太
- 春風亭勢朝
- 立川ボーイズ
- 吹越満
- 林家ペー

## スタッフ
- 企画●高田文夫 ／ 鈴木哲夫（フジテレビ）
- 構成●松岡昇（高田文夫事務所）、松田健次（高田文夫事務所）、ベン村さ来 ／ 浅草キッド（旗揚げイベントのみ）、竹本幹男（雑誌カジノフォーリー編集長）、土屋夏彦（ニッポン放送）
- 消しゴム版画●ナンシー関
- 技術●吉田勝美
- ＳＷ●中川清幸（旗揚げイベントは カメラ担当）
- カメラ●大塚孝行
- 照明●今戸利彦（FLT）
- 音声●石塚良一（旗揚げイベントのみ）、植松健（旗揚げイベントのみ）、猪狩敏
- ＶＥ●名取勝雄（旗揚げイベントのみ）、杉崎敏一
- ＶＴＲ●守安庸一
- 音効●有馬克己（東京サウンド企画）
- ＥＥＤ●井戸清（VISUALBAY）
- ＭＡ●大江善保（ビームテレビセンター）
- ＴＫ●瀬戸口節子（旗揚げイベントのみ）、今泉暢子（MEN'S　旗揚げイベントは ディレクター）
- ＡＤ●白井佐智子（MEN'S）
- デザイン●馬場文衛、金子隆
- 美術制作●山田茂夫
- 美術進行●石川利久（旗揚げイベントのみ）、武田方征
- アクリル装飾●橋本順
- 装飾●鈴木春美
- 大道具●石川昇（ちとせ舞台）
- 衣裳●野本佳子
- メイク●山田かつら
- スタイリスト●高尾万寿子（松村担当）
- 衣裳協力●BALL、BIG-ONE（松村衣裳） 他
- イベント協力●HARAJUKU QUEST（旗揚げイベントのみ）
- 技術協力●八峯テレビ、VISUALBAY（ヴィジュアルベイ）、ビームテレビセンター、東京サウンド企画（現 スカイウォーカー）
- 美術協力●フジアール
- 企画協力●高田文夫事務所
- 広報●三井乙笑（フジテレビ）
- 制作デスク●鈴木千夏
- 旗揚げイベント協力スタッフ●西山雅庸、藤井則子、間島貞幸（三人共当時ZION・旧 ナインティーン企画）
- プロデューサー●古賀憲一、田中経一（二人共に日本テレワーク）
- ディレクター●森本正直（MEN'S）
- 演出●つきざわけんじ（MEN'S）
- 制作協力●日本テレワーク、ZION（旗揚げイベント特番のみ）、MEN'S
- 制作●フジテレビ

## ネット局
- フジテレビ（制作局）：火曜（月曜深夜）1:10 - 1:40
- 仙台放送：水曜（火曜深夜）1:10 - 1:40[8]
- 岡山放送：水曜（火曜深夜）0:45 - 1:15[9]

## 関連書籍
厳密には、番組と連動したお笑いムック本という位置付けになっている。2冊ともに高田文夫の責任編集。
キンゴロー（ワニブックス）
ブレイク前のキャイ〜ンやホンジャマカらの詳細なコント・漫才のシナリオなどが掲載されている。その中でウド鈴木の天然ボケについて触れていたりと、番組本であるとともにお笑い考察本としての側面も持つ。
続キンゴロー（ワニブックス）
「現代笑芸十八番」として浅草キッド、キリングセンス、男同志らの詳細なコント・漫才のシナリオなどが掲載されている。また、巻末にはお笑い芸人104組のプロフィールが掲載されている。